# Saint-Pierre-de-Côle

Saint-Pierre-de-Côle este o comună în departamentul Dordogne din sud-vestul Franței. În 2009 avea o populație de 451 de locuitori.

## Evoluția populației
| An        | 1975 | 1982 | 1990 | 1999 | 2006 | 2009 |
| --------- | ---- | ---- | ---- | ---- | ---- | ---- |
| Populație | 507  | 490  | 464  | 448  | 445  | 451  |